# Рефрактор

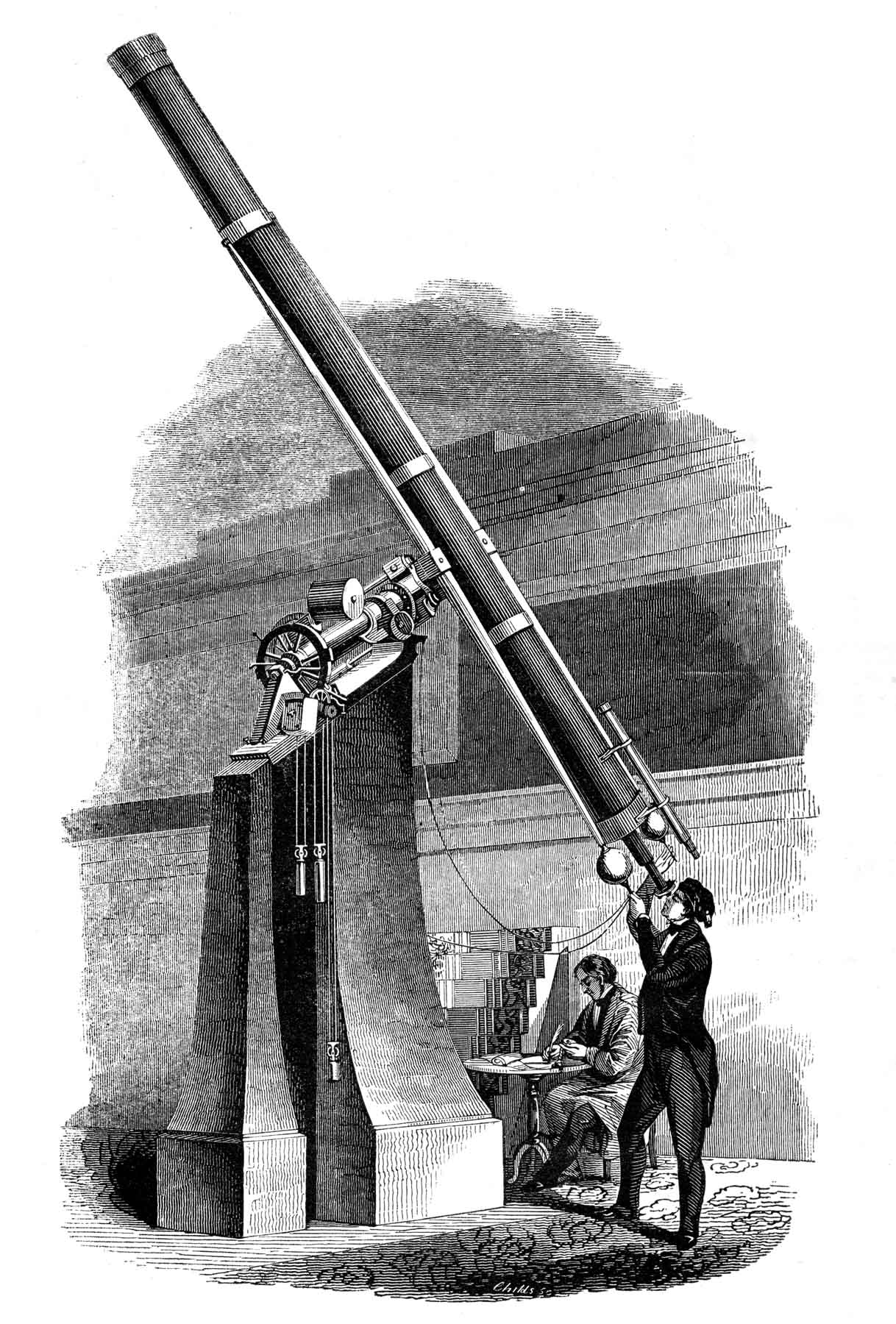
Зображення рефракційного телескопа із обсерваторії Цинцинаті у 1848 році

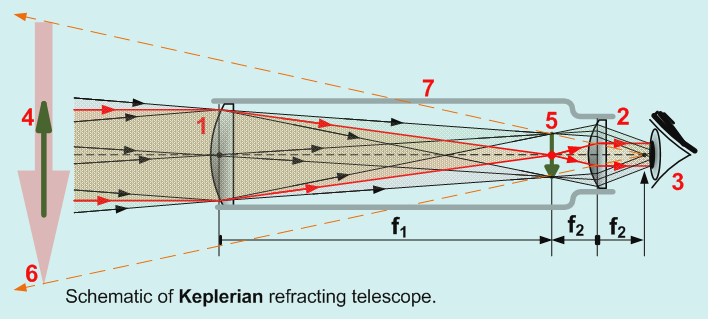

Рефра́ктор (лат. refractor від refringo — заломлюю) — телескоп, об'єктивом якого є лінзова (діоптрична) система. Їх використовують для візуальних, фотографічних, а з деякими обмеженнями — для спектральних та інших спостережень. 
Для астрономічних досліджень рефрактор уперше застосував Галілей.

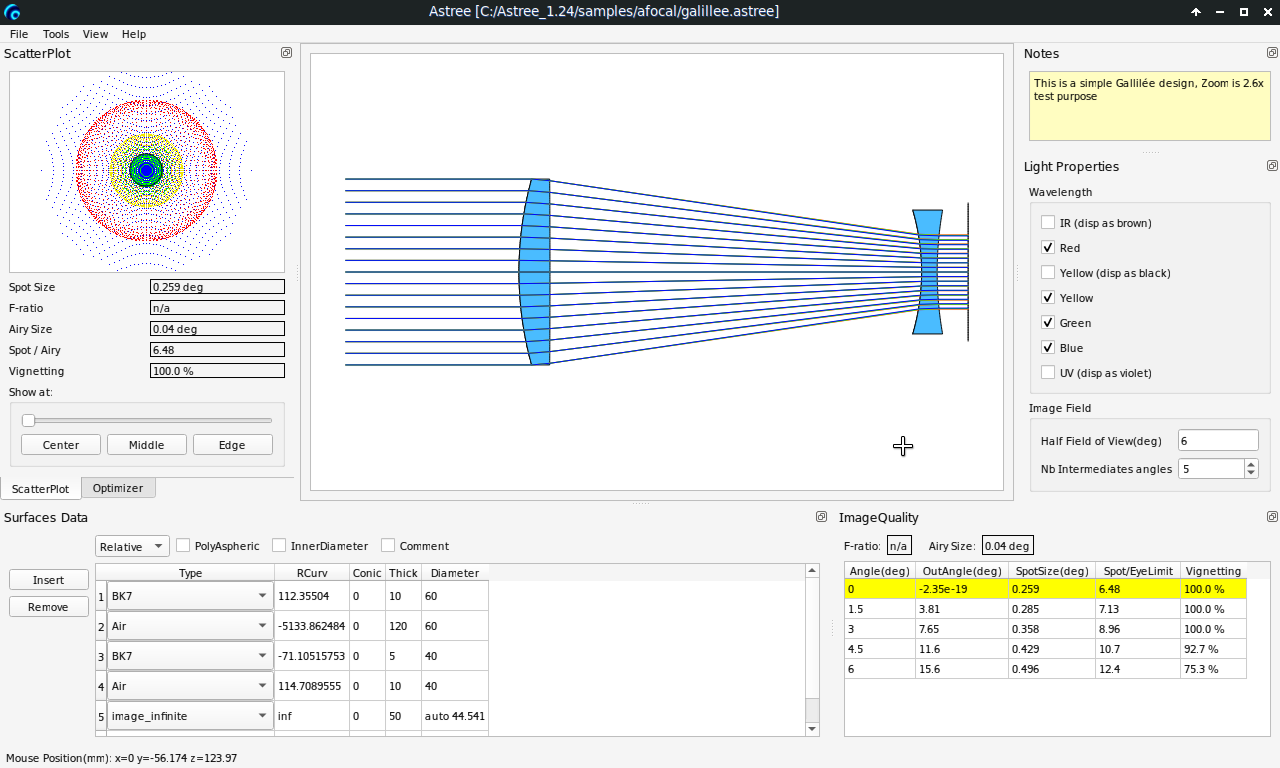
Простий телескоп Галілея у Astree

Сучасні рефрактори побудовано переважно як подвійні та потрійні ахромати або напівахромати з великими фокусними відстанями. 
Візуальний рефрактор має об'єктив і окуляр. Фотографічний рефрактор також називають астрографом. Замість окуляра ставиться касета із фотоплівкою або фотопластину. Відбувається поступовий перехід до використання приладів із зарядовим зв'язком (ПЗЗ) замість фотоматеріалів.
Розміри об'єктивів рефракторів обмежені, оскільки відливка великих однорідних блоків оптичного скла ускладнена, в них значно зростає світлопоглинання, а велика маса призводить до вигинання конструкції, також важко усувати температурні градієнти. Крім того для лінз потрібна обробка щонайменше двох криволінійних поверхонь (замість однієї у дзеркала). 

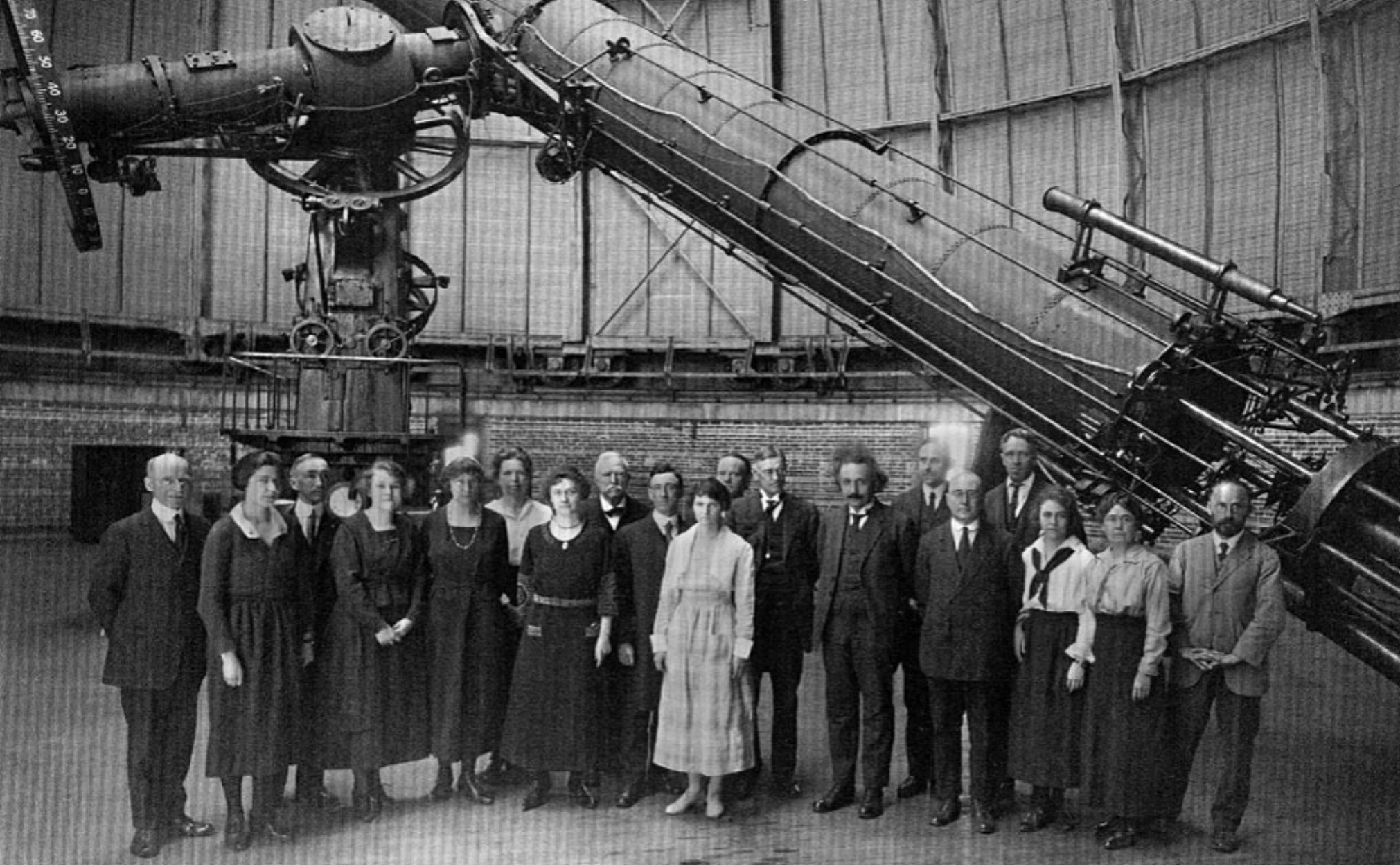
Метровий рефрактор Єркської обсерваторії.
Фото 1921 року

Найбільший рефрактор встановлено у Єркській обсерваторії. Діаметр його об'єктива становить 102 см, він побудований 1897 року.